# Cúp EFL 2021-22
Cúp EFL 2021-22 là mùa giải thứ 62 của Cúp EFL (được gọi là Carabao Cup vì lý do tài trợ), giải đấu dành cho tất cả các câu lạc bộ tham gia Premier League và English Football League.
Đội vô địch sẽ được tham dự vòng play-off của UEFA Europa Conference League 2022–23.
Giải đấu bắt đầu vào ngày 31 tháng 7 năm 2021, và trận chung kết diễn ra tại Sân vận động Wembley vào ngày 27 tháng 2 năm 2022 giữa Chelsea và Liverpool,  với việc Liverpool giành danh hiệu thứ chín với tỷ số 11–10 trên chấm luân lưu sau khi hòa không bàn thắng sau hiệp phụ. 

## Thể thức
Tất cả 92 câu lạc bộ thi đấu tại Premier League và English Football League được quyền tham dự giải đấu. Trong 2 vòng đấu đầu tiên, lễ bốc thăm được chia thành các câu lạc bộ miền Bắc và miền Nam.
22 trong số 24 câu lạc bộ Championship và tất cả các câu lạc bộ EFL League One và EFL League Two sẽ phải tham gia giải đấu từ vòng đầu tiên.
Hai câu lạc bộ còn lại của Championship là Fulham và Watford (lần lượt đứng thứ 18 và 19 trong mùa giải Premier League 2020-21) cùng với các câu lạc bộ Premier League không tham dự Champions League, Europa League và UEFA Europa Conference League sẽ bắt đầu thi đấu từ vòng 2.
|                          | Các CLB tham dự từ vòng này                                                        | Các CLB tham dự từ vòng trước | Số trận          |
| ------------------------ | ---------------------------------------------------------------------------------- | ----------------------------- | ---------------- |
| Vòng 1 (70 CLB)          | - 24 CLB từ EFL League Two - 24 CLB từ EFL League One - 22 CLB từ EFL Championship |                               | 35               |
| Vòng 2 (50 CLB)          | - 2 CLB từ EFL Championship - 13 CLB Premier League (không tham dự cúp châu Âu)    | - 35 đội thắng vòng 1         | 25               |
| Vòng 3 (32 CLB)          | - 7 CLB Premier League (tham dự cúp châu Âu)                                       | - 25 đội thắng vòng 2         | 16               |
| Vòng 4 (16 CLB)          |                                                                                    | - 16 đội thắng vòng 3         | 8                |
| Tứ kết (8 CLB)           |                                                                                    | - 8 đội thắng vòng 4          | 4                |
| Vòng 6:Bán kết (4 CLB)   |                                                                                    | - 4 đội thắng vòng tứ kết     | 4 (Hai lượt đấu) |
| Vòng 7:Chung kết (2 CLB) |                                                                                    | - 2 đội thắng vòng bán kết    | 1                |

## Vòng 2
Có tổng cộng 50 câu lạc bộ tham gia thi đấu tại vòng này bao gồm 35 đội giành chiến thắng ở vòng 1 cùng với 2 câu lạc bộ từ Championship (hạng 2) không tham dự vòng đầu tiên, và 13 đội bóng Premier League không phải tham dự cúp châu Âu. Lễ bốc thăm vòng này được chia theo địa lý thành vùng "phía bắc" và "phía nam". Các đội được bốc thăm để đấu với một đội đến từ cùng một vùng. Lễ bốc thăm được thực hiện vào ngày 11 tháng 8 năm 2021 bởi Andy Townsend và Jobi McAnuff.

### Khu vực phía Bắc
| 25 tháng 8 năm 2021                                        | Oldham Athletic (4) | 0–0 (5–4 p)                                        | Accrington Stanley (3) | Oldham                                                                             |  |
| 01:45 (Giờ Việt Nam)                                       |                     | Chi tiết                                           |                        | Sân vận động: Boundary Park Lượng khán giả: 2,362 Trọng tài: Sebastian Stockbridge |  |
|                                                            |                     | Loạt sút luân lưu                                  |                        |                                                                                    |  |
| Hart · Keillor-Dunn · Bahamboula · Whelan · Adams · Luamba |                     | Sykes · Charles · Morgan · Savin · Leigh · Butcher |                        |                                                                                    |  |

| 25 tháng 8 năm 2021                                          | Wigan Athletic (3) | 0–0 (5–4 p)                                              | Bolton Wanderers (3) | Wigan                                                                     |  |
| 01:45 (Giờ Việt Nam)                                         |                    | Chi tiết                                                 |                      | Sân vận động: DW Stadium Lượng khán giả: 11,660 Trọng tài: Thomas Bramall |  |
|                                                              |                    | Loạt sút luân lưu                                        |                      |                                                                           |  |
| Power · Aasgaard · Jo. Jones · Naylor · Humphrys · Ja. Jones |                    | Doyle · Sarcevic · Lee · Afolayan · Sheehan · Delfouneso |                      |                                                                           |  |

| 25 tháng 8 năm 2021  | Huddersfield Town (2) | 1–2      | Everton (1)                | Huddersfield                                                                      |  |
| 01:45 (Giờ Việt Nam) | Lees 45'              | Chi tiết | - Iwobi 26' - Townsend 79' | Sân vận động: John Smith's Stadium Lượng khán giả: 10,459 Trọng tài: Matt Donohue |  |

| 25 tháng 8 năm 2021  | Sheffield United (2)      | 2–1      | Derby County (2) | Sheffield                                                                     |  |
| 01:45 (Giờ Việt Nam) | - Freeman 53' - Sharp 76' | Chi tiết | Sibley 44'       | Sân vận động: Bramall Lane Lượng khán giả: 7,973 Trọng tài: Anthony Backhouse |  |

| 25 tháng 8 năm 2021  | Stoke City (2)            | 2–0      | Doncaster Rovers (3) | Stoke-on-Trent                                                             |  |
| 01:45 (Giờ Việt Nam) | - Ince 38' - Surridge 48' | Chi tiết |                      | Sân vận động: bet365 Stadium Lượng khán giả: 6,193 Trọng tài: Marc Edwards |  |

| 25 tháng 8 năm 2021  | Shrewsbury Town (3) | 0–2      | Rochdale (4)                        | Shrewsbury                                                                           |  |
| 01:45 (Giờ Việt Nam) |                     | Chi tiết | - Beesley 68' (ph.đ.) - Cashman 75' | Sân vận động: Montgomery Waters Meadow Lượng khán giả: 2,229 Trọng tài: Scott Oldham |  |

| 25 tháng 8 năm 2021  | Nottingham Forest (2) | 0–4      | Wolverhampton Wanderers (1)                               | West Bridgford                                                          |  |
| 01:45 (Giờ Việt Nam) |                       | Chi tiết | - Saïss 58' - Podence 60' - Trincão 86' - Gibbs-White 88' | Sân vận động: City Ground Lượng khán giả: 10,769 Trọng tài: Andy Davies |  |

| 25 tháng 8 năm 2021  | Morecambe (3)                    | 2–4      | Preston North End (2)                                   | Morecambe                                                                  |  |
| 01:45 (Giờ Việt Nam) | - O' Connor 45+4' - Stockton 61' | Chi tiết | - Riis Jakobsen 7', 33' - Ledson 64' - Van den Berg 79' | Sân vận động: Mazuma Stadium Lượng khán giả: 4,334 Trọng tài: James Oldham |  |

| 25 tháng 8 năm 2021  | Blackpool (2)            | 2–3      | Sunderland (3)            | Blackpool                                                                   |  |
| 01:45 (Giờ Việt Nam) | - Lavery 9' - Bowler 87' | Chi tiết | - O'Brien 12', 57', 90+1' | Sân vận động: Bloomfield Road Lượng khán giả: 5,756 Trọng tài: Peter Wright |  |

| 25 tháng 8 năm 2021  | Leeds United (1)                   | 3–0      | Crewe Alexandra (3) | Beeston                                                                      |  |
| 01:45 (Giờ Việt Nam) | - Phillips 79' - Harrison 85', 90' | Chi tiết |                     | Sân vận động: Elland Road Lượng khán giả: 34,154 Trọng tài: Benjamin Speedie |  |

| 25 tháng 8 năm 2021  | Barrow (4) | 0–6      | Aston Villa (1)                                                     | Barrow-in-Furness                                                                        |  |
| 01:45 (Giờ Việt Nam) |            | Chi tiết | - Archer 10', 62', 88' - El Ghazi 24' (ph.đ.), 45+2' - Guilbert 75' | Sân vận động: Progression Solicitors Stadium Lượng khán giả: 5,349 Trọng tài: Martin Coy |  |

| 26 tháng 8 năm 2021                                          | Newcastle United (1) | 0–0 (3–4 p)                                 | Burnley (1) | Newcastle upon Tyne                                                            |  |
| 01:45 (Giờ Việt Nam)                                         |                      | Chi tiết                                    |             | Sân vận động: St James' Park Lượng khán giả: 30,082 Trọng tài: Oliver Langford |  |
|                                                              |                      | Loạt sút luân lưu                           |             |                                                                                |  |
| Saint-Maximin · Willock · Joelinton · S. Longstaff · Almirón |                      | Wood · Barnes · McNeil · Brownhill · Taylor |             |                                                                                |  |

### Khu vực phía Nam
| 25 tháng 8 năm 2021  | Brentford (1)                        | 3–1      | Forest Green Rovers (4) | Brentford                                                                               |  |
| 01:45 (Giờ Việt Nam) | - Wissa 60' - Mbeumo 75' - Forss 86' | Chi tiết | Aitchison 8'            | Sân vận động: Brentford Community Stadium Lượng khán giả: 12,137 Trọng tài: Will Finnie |  |

| 25 tháng 8 năm 2021  | Millwall (2)                      | 3–1      | Cambridge United (3) | Bermondsey                                                       |  |
| 01:45 (Giờ Việt Nam) | - M. Wallace 39', 42' - Smith 54' | Chi tiết | - Williams 33'       | Sân vận động: The Den Lượng khán giả: 4,005 Trọng tài: Neil Hair |  |

| 25 tháng 8 năm 2021  | Norwich City (1)                                             | 6–0      | Bournemouth (2) | Norwich                                                                        |  |
| 01:00 (Giờ Việt Nam) | - Tzolis 12', 66' - McLean 26' - Rupp 33' - Sargent 49', 75' | Chi tiết |                 | Sân vận động: Carrow Road Lượng khán giả: 20,090 Trọng tài: Charles Breakspear |  |

| 25 tháng 8 năm 2021  | Cardiff City (2) | 0–2      | Brighton & Hove Albion (1) | Cardiff                                                                |  |
| 01:45 (Giờ Việt Nam) |                  | Chi tiết | - Moder 9' - Zeqiri 55'    | Sân vận động: Cardiff City Lượng khán giả: 6,013 Trọng tài: James Bell |  |

| 25 tháng 8 năm 2021  | Birmingham City (2) | 0–2      | Fulham (2)                        | Bordesley                                                                 |  |
| 01:45 (Giờ Việt Nam) |                     | Chi tiết | - Stansfield 26' - Robinson 90+2' | Sân vận động: Loftus Road Lượng khán giả: 4,783 Trọng tài: Samuel Barrott |  |

| 25 tháng 8 năm 2021                       | Gillingham (3) | 1–1 (4–5 p)                               | Cheltenham Town (3) | Gillingham                                                                         |  |
| 01:45 (Giờ Việt Nam)                      | Oliver 20'     | Chi tiết                                  | May 24'             | Sân vận động: MEMS Priestfield Stadium Lượng khán giả: 2,151 Trọng tài: David Rock |  |
|                                           |                | Loạt sút luân lưu                         |                     |                                                                                    |  |
| Lee · O'Keefe · Lloyd · Carayol · Adshead |                | Thomas · Wright · Lloyd · Tozer · Chapman |                     |                                                                                    |  |

| 25 tháng 8 năm 2021  | Queens Park Rangers (2)                     | 2–0      | Oxford United (3) | White City                                                                               |  |
| 01:45 (Giờ Việt Nam) | - Dickie 26' - Chambers-Parillon 40' (l.n.) | Chi tiết |                   | Sân vận động: Kiyan Prince Foundation Stadium Lượng khán giả: 8,154 Trọng tài: Tom Nield |  |

| 25 tháng 8 năm 2021  | Swansea City (2)                            | 4–1      | Plymouth Argyle (3) | Swansea                                                                  |  |
| 01:00 (Giờ Việt Nam) | - Williams 29' - M. Whittaker 79', 86', 90' | Chi tiết | Shirley 63'         | Sân vận động: Swansea.com Lượng khán giả: 7,491 Trọng tài: Robert Madley |  |

| 25 tháng 8 năm 2021                    | Stevenage (4)         | 2–2 (3–5 p)                                        | Wycombe Wanderers (3)           | Stevenage                                                                  |  |
| 01:45 (Giờ Việt Nam)                   | - List 50' - Reid 77' | Chi tiết                                           | - Akinfenwa 23' - De Barr 90+4' | Sân vận động: Lamex Stadium Lượng khán giả: 1,934 Trọng tài: Declan Bourne |  |
|                                        |                       | Loạt sút luân lưu                                  |                                 |                                                                            |  |
| Norris · James-Wildin · Reeves · Coker |                       | Jacobson · Horgan · Pendlebury · Mehmeti · De Barr |                                 |                                                                            |  |

| 25 tháng 8 năm 2021  | Northampton Town (4) | 0–1      | AFC Wimbledon (3) | Northampton                                                                 |  |
| 01:45 (Giờ Việt Nam) |                      | Chi tiết | Hartigan 90+4'    | Sân vận động: Sixfields Stadium Lượng khán giả: 3,257 Trọng tài: Ross Joyce |  |

| 25 tháng 8 năm 2021  | Watford (1)  | 1–0      | Crystal Palace (1) | Watford                                                                   |  |
| 01:45 (Giờ Việt Nam) | Fletcher 86' | Chi tiết |                    | Sân vận động: Vicarage Road Lượng khán giả: 9,011 Trọng tài: Tim Robinson |  |

| 26 tháng 8 năm 2021  | West Bromwich Albion (2) | 0–6      | Arsenal (1)                                                        | West Bromwich                                                            |  |
| 02:00 (Giờ Việt Nam) |                          | Chi tiết | - Aubameyang 17', 45', 62' - Pépé 45+1' - Saka 50' - Lacazette 80' | Sân vận động: The Hawthorns Lượng khán giả: 17,016 Trọng tài: David Webb |  |

| 26 tháng 8 năm 2021  | Newport County (4) | 0–8      | Southampton (1)                                                                             | Newport                                                                      |  |
| 01:45 (Giờ Việt Nam) |                    | Chi tiết | - Broja 9', 57' - Tella 25' - Walker-Peters 44' - Elyounoussi 48', 55', 90+1' - Redmond 69' | Sân vận động: Rodney Parade Lượng khán giả: 7,002 Trọng tài: Darren Drysdale |  |

## Vòng 3
Có tổng cộng 32 đội bóng thi đấu tại vòng này gồm Chelsea, Leicester City, Liverpool, Manchester City, Manchester United, Tottenham Hotspur, và West Ham United lọt vào vòng này do họ tham dự UEFA Champions League 2021–22, UEFA Europa League 2021-22 hoặc UEFA Europa Conference League 2021-22. Lễ bốc thăm được tổ chức vào ngày 25 tháng 8 năm 2021 bởi Kevin Phillips và Kevin Campbell.
Không giống như các vòng trước, vòng này không chia thành các phần phía bắc và phía nam. Loạt Tiebreak được quyết định bằng loạt sút luân lưu.
| 22 tháng 9 năm 2021  | Burnley (1)                    | 4–1      | Rochdale (4)  | Burnley                                                                   |  |
| 01:45 (Giờ Việt Nam) | - Rodriguez 50', 60', 62', 76' | Chi tiết | - Beesley 47' | Sân vận động: Turf Moor Lượng khán giả: 9,125 Trọng tài: Geoff Eltringham |  |

| 22 tháng 9 năm 2021                                                                      | Fulham (2) | 0–0 (5–6 p)                                                                    | Leeds United (1) | Fulham                                                                      |  |
| 01:45 (Giờ Việt Nam)                                                                     |            | Chi tiết                                                                       |                  | Sân vận động: Craven Cottage Lượng khán giả: 11,299 Trọng tài: Tim Robinson |  |
|                                                                                          |            | Loạt sút luân lưu                                                              |                  |                                                                             |  |
| - Onomah - Cavaleiro - Kebano - Bryan - Hector - Mawson - Decordova-Reid - Rodrigo Muniz |            | - Rodrigo - James - Phillips - Dallas - Forshaw - Firpo - Gelhardt - McKinstry |                  |                                                                             |  |

| 22 tháng 9 năm 2021  | Manchester City (1)                                                       | 6–1      | Wycombe Wanderers (3) | Manchester                                                                  |  |
| 01:45 (Giờ Việt Nam) | - De Bruyne 29' - Mahrez 43', 83' - Foden 45+1' - Torres 71' - Palmer 88' | Chi tiết | - Hanlan 22'          | Sân vận động: Etihad Stadium Lượng khán giả: 30,959 Trọng tài: Robert Jones |  |

| 22 tháng 9 năm 2021  | Norwich City (1) | 0–3      | Liverpool (1)                  | Norwich                                                                    |  |
| 01:45 (Giờ Việt Nam) |                  | Chi tiết | - Minamino 4', 80' - Origi 50' | Sân vận động: Carrow Road Lượng khán giả: 26,353 Trọng tài: Darren England |  |

| 22 tháng 9 năm 2021  | Preston North End (2)                                           | 4–1      | Cheltenham Town (3) | Preston                                                                 |  |
| 01:45 (Giờ Việt Nam) | - Hughes 25' - Rafferty 37' - Maguire 82' - Riis Jakobsen 90+3' | Chi tiết | - Vassell 56'       | Sân vận động: Deepdale Lượng khán giả: 6,561 Trọng tài: Dean Whitestone |  |

| 22 tháng 9 năm 2021                                                       | Queens Park Rangers (2) | 2–2 (8–7 p)                                                                | Everton (1)                | White City                                                                                   |  |
| 01:45 (Giờ Việt Nam)                                                      | - Austin 18', 34'       | Chi tiết                                                                   | - Digne 30' - Townsend 47' | Sân vận động: Kiyan Prince Foundation Stadium Lượng khán giả: 12,888 Trọng tài: Kevin Friend |  |
|                                                                           |                         | Loạt sút luân lưu                                                          |                            |                                                                                              |  |
| - Austin - Ball - Barbet - Willock - Adomah - Duke-McKenna - Amos - Dunne |                         | - Holgate - Keane - Townsend - Gray - Gordon - Doucouré - Godfrey - Davies |                            |                                                                                              |  |

| 22 tháng 9 năm 2021                      | Sheffield United (2)        | 2–2 (2–4 p)                                    | Southampton (1)           | Sheffield                                                               |  |
| 01:45 (Giờ Việt Nam)                     | - Stevens 8' - McBurnie 66' | Chi tiết                                       | - Diallo 23' - Salisu 53' | Sân vận động: Bramall Lane Lượng khán giả: 8,934 Trọng tài: John Brooks |  |
|                                          |                             | Loạt sút luân lưu                              |                           |                                                                         |  |
| - Norwood - Brewster - Osborn - McBurnie |                             | - Ward-Prowse - Adams - Broja - Diallo - Romeu |                           |                                                                         |  |

| 22 tháng 9 năm 2021  | Watford (1)    | 1–3      | Stoke City (2)                        | Watford                                                                      |  |
| 01:45 (Giờ Việt Nam) | - Fletcher 61' | Chi tiết | - Powell 25' - Clucas 80' - Tymon 85' | Sân vận động: Vicarage Road Lượng khán giả: 8,421 Trọng tài: Tony Harrington |  |

| 22 tháng 9 năm 2021  | Wigan Athletic (3) | 0–2      | Sunderland (3)               | Wigan                                                                   |  |
| 01:45 (Giờ Việt Nam) |                    | Chi tiết | - Broadhead 26' - O'Nien 54' | Sân vận động: DW Stadium Lượng khán giả: 6,511 Trọng tài: Leigh Doughty |  |

| 22 tháng 9 năm 2021  | Brentford (1)                                                          | 7–0      | Oldham Athletic (4) | Brentford                                                                        |  |
| 01:45 (Giờ Việt Nam) | - Forss 3' (ph.đ.), 16', 44', 60' - Wissa 38', 87' - Diarra 43' (l.n.) | Chi tiết |                     | Sân vận động: Brentford Community Lượng khán giả: 12,819 Trọng tài: Simon Hooper |  |

| 23 tháng 9 năm 2021  | Brighton & Hove Albion (1) | 2–0      | Swansea City (2) | Brighton                                                                |  |
| 01:30 (Giờ Việt Nam) | - Connolly 33', 38'        | Chi tiết |                  | Sân vận động: Falmer Lượng khán giả: 8,838 Trọng tài: Michael Salisbury |  |

| 23 tháng 9 năm 2021  | Arsenal (1)                                            | 3–0      | AFC Wimbledon (3) | Holloway                                                                |  |
| 01:45 (Giờ Việt Nam) | - Lacazette 11' (ph.đ.) - Smith Rowe 77' - Nketiah 80' | Chi tiết |                   | Sân vận động: Emirates Lượng khán giả: 56,276 Trọng tài: Jarred Gillett |  |

| 23 tháng 9 năm 2021                           | Chelsea (1)  | 1–1 (4–3 p)                                       | Aston Villa (1) | Fulham                                                                       |  |
| 01:45 (Giờ Việt Nam)                          | - Werner 54' | Chi tiết                                          | - Archer 64'    | Sân vận động: Stamford Bridge Lượng khán giả: 35,892 Trọng tài: Graham Scott |  |
|                                               |              | Loạt sút luân lưu                                 |                 |                                                                              |  |
| - Lukaku - Mount - Barkley - Chilwell - James |              | - El Ghazi - A. Young - Nakamba - Konsa - Buendía |                 |                                                                              |  |

| 23 tháng 9 năm 2021  | Manchester United (1) | 0–1      | West Ham United (1) | Manchester                                                                 |  |
| 01:45 (Giờ Việt Nam) |                       | Chi tiết | - Lanzini 9'        | Sân vận động: Old Trafford Lượng khán giả: 72,568 Trọng tài: Jonathan Moss |  |

| 23 tháng 9 năm 2021  | Millwall (2) | 0–2      | Leicester City (1)            | Bermondsey                                                            |  |
| 01:45 (Giờ Việt Nam) |              | Chi tiết | - Lookman 50' - Iheanacho 88' | Sân vận động: King Power Lượng khán giả: 9,985 Trọng tài: Andy Madley |  |

| 23 tháng 9 năm 2021                             | Wolverhampton Wanderers (1)    | 2–2 (2–3 p)                        | Tottenham Hotspur (1)     | Wolverhampton                                                         |  |
| 01:45 (Giờ Việt Nam)                            | - Dendoncker 38' - Podence 58' | Chi tiết                           | - Ndombele 14' - Kane 23' | Sân vận động: Molineux Lượng khán giả: 28,798 Trọng tài: Peter Bankes |  |
|                                                 |                                | Loạt sút luân lưu                  |                           |                                                                       |  |
| - Hwang - Moutinho - Neves - Dendoncker - Coady |                                | - Kane - Reguilón - Gil - Højbjerg |                           |                                                                       |  |

## Vòng 4
Có tổng cộng 16 đội tham dự vòng này. Lễ bốc thăm được tiến hành vào ngày 25 tháng 10 năm 2021 trực tiếp trên Sky Sports. Câu lạc bộ Sunderland là đại diện duy nhất của League Two góp mặt ở vòng đấu này.
| 27 tháng 10 năm 2021                              | Chelsea (1)   | 1–1 (4–3 p)                                      | Southampton (1) | Fulham                                                                       |  |
| 01:45 (Giờ Việt Nam)                              | - Havertz 44' | Chi tiết                                         | - Adams 47'     | Sân vận động: Stamford Bridge Lượng khán giả: 39,766 Trọng tài: Kevin Friend |  |
|                                                   |               | Loạt sút luân lưu                                |                 |                                                                              |  |
| - Alonso - Mount - Hudson-Odoi - Chilwell - James |               | - Armstrong - Walcott - Long - Smallbone - Romeu |                 |                                                                              |  |

| 27 tháng 10 năm 2021 | Arsenal (1)                  | 2–0      | Leeds United (1) | Holloway                                                                        |  |
| 01:45 (Giờ Việt Nam) | - Chambers 55' - Nketiah 69' | Chi tiết |                  | Sân vận động: Emirates Stadium Lượng khán giả: 59,126 Trọng tài: Andre Marriner |  |

| 27 tháng 10 năm 2021              | Queens Park Rangers (2) | 0–0 (1–3 p)                     | Sunderland (3) | Shepherd's Bush                                                                              |  |
| 01:45 (Giờ Việt Nam)              |                         | Chi tiết                        |                | Sân vận động: Kiyan Prince Foundation Stadium Lượng khán giả: 15,372 Trọng tài: Keith Stroud |  |
|                                   |                         | Loạt sút luân lưu               |                |                                                                                              |  |
| - Austin - Chair - Dykes - Barbet |                         | - McGeady - Stewart - Pritchard |                |                                                                                              |  |

| 28 tháng 10 năm 2021 | Stoke City (2) | 1–2      | Brentford (1)           | Stoke-on-Trent                                                                  |  |
| 01:45 (Giờ Việt Nam) | - Sawyers 57'  | Chi tiết | - Canós 22' - Toney 40' | Sân vận động: Bet365 Stadium Lượng khán giả: 9,584 Trọng tài: Michael Salisbury |  |

| 28 tháng 10 năm 2021                            | West Ham United (1) | 0–0 (5–3 p)                                  | Manchester City (1) | Stratford                                                            |  |
| 01:45 (Giờ Việt Nam)                            |                     | Chi tiết                                     |                     | Sân vận động: London Lượng khán giả: 60,000 Trọng tài: Jonathan Moss |  |
|                                                 |                     | Loạt sút luân lưu                            |                     |                                                                      |  |
| - Noble - Bowen - Dawson - Cresswell - Benrahma |                     | - Foden - Cancelo - Gabriel Jesus - Grealish |                     |                                                                      |  |

| 28 tháng 10 năm 2021                 | Leicester City (1)          | 2–2 (4–2 p)                            | Brighton & Hove Albion (1)  | Leicester                                                                 |  |
| 01:45 (Giờ Việt Nam)                 | - Barnes 6' - Lookman 45+5' | Chi tiết                               | - Webster 45+3' - Mwepu 71' | Sân vận động: King Power Lượng khán giả: 21,163 Trọng tài: Jarred Gillett |  |
|                                      |                             | Loạt sút luân lưu                      |                             |                                                                           |  |
| - Maddison - Barnes - Daka - Pereira |                             | - Groß - Maupay - Mac Allister - Mwepu |                             |                                                                           |  |

| 28 tháng 10 năm 2021 | Burnley (1) | 0–1      | Tottenham Hotspur (1) | Burnley                                                                |  |
| 01:45 (Giờ Việt Nam) |             | Chi tiết | - Lucas 68'           | Sân vận động: Turf Moor Lượng khán giả: 14,637 Trọng tài: Peter Bankes |  |

| 28 tháng 10 năm 2021 | Preston North End (2) | 0–2      | Liverpool (1)              | Preston                                                              |  |
| 01:45 (Giờ Việt Nam) |                       | Chi tiết | - Minamino 62' - Origi 84' | Sân vận động: Deepdale Lượng khán giả: 22,131 Trọng tài: David Coote |  |

## Tứ kết
Tám đội thắng ở vòng 4 sẽ giành quyền thi đấu vòng tứ kết. Lễ bốc thăm được tiến hành vào ngày 30 tháng 10 năm 2021 sau trận đấu giữa Preston North End và Liverpool được phát trực tiếp trên Sky Sports. Câu lạc bộ Sunderland là đại diện duy nhất của League Two góp mặt ở vòng đấu này.
| 22 tháng 12 năm 2021 | Arsenal (1)                                       | 5–1      | Sunderland (3)  | Holloway                                                              |  |
| 02:45 (Giờ Việt Nam) | - Nketiah 17', 49', 58' - Pépé 27' - Patino 90+1' | Chi tiết | - Broadhead 31' | Sân vận động: Emirates Lượng khán giả: 59,027 Trọng tài: Robert Jones |  |

| 23 tháng 12 năm 2021 | Brentford (1) | 0–2      | Chelsea (1)                                 | Brentford                                                                          |  |
| 02:45 (Giờ Việt Nam) |               | Chi tiết | - Jansson 80' (l.n.) - Jorginho 85' (ph.đ.) | Sân vận động: Brentford Community Lượng khán giả: 16,577 Trọng tài: Andre Marriner |  |

| 23 tháng 12 năm 2021                                              | Liverpool (1)                                        | 3–3 (5–4 p)                                                         | Leicester City (1)             | Liverpool                                                             |  |
| 02:45 (Giờ Việt Nam)                                              | - Oxlade-Chamberlain 19' - Jota 68' - Minamino 90+5' | Chi tiết                                                            | - Vardy 9', 13' - Maddison 33' | Sân vận động: Anfield Lượng khán giả: 52,020 Trọng tài: Andrew Madley |  |
|                                                                   |                                                      | Loạt sút luân lưu                                                   |                                |                                                                       |  |
| - Milner - Firmino - Oxlade-Chamberlain - Keïta - Minamino - Jota |                                                      | - Tielemans - Maddison - Albrighton - Thomas - Iheanacho - Bertrand |                                |                                                                       |  |

| 23 tháng 12 năm 2021 | Tottenham Hotspur (1)      | 2–1      | West Ham United (1) | Tottenham                                                                                |  |
| 02:45 (Giờ Việt Nam) | - Bergwijn 29' - Lucas 34' | Chi tiết | - Bowen 32'         | Sân vận động: Tottenham Hotspur Stadium Lượng khán giả: 40,031 Trọng tài: Chris Kavanagh |  |

## Bán kết
Có 4 đội tham gia thi đấu vòng này. Lễ bốc thăm được tiến hành vào ngày 22 tháng 12 năm 2021 sau trận đấu giữa Tottenham Hotspur và West Ham United trực tiếp trên Sky Sports.
Mùa giải này chứng kiến sự trở lại của các trận bán kết theo thể thức hai lượt sân khách - sân nhà như với Cúp EFL 2019-20 sau khi các trận bán kết của Cúp EFL 2020-21 được diễn ra theo thể thức một lượt do lịch thi đấu dày đặc ảnh hưởng của đại dịch COVID-19 gây ra. Các trận lượt đi và lượt về ban đầu dự kiến diễn ra trong các tuần bắt đầu lần lượt ngày 3 tháng 1 năm 2022 và ngày 10 tháng 1 năm 2022. Tuy nhiên, vào ngày 5 tháng 1 năm 2022, EFL đã hoãn trận đấu lượt đi giữa Arsenal và Liverpool, dự kiến ban đầu vào ngày 6 tháng 1 năm 2022, sang ngày 13 tháng 1 năm 2022, do sự bùng phát dịch bệnh COVID-19 giữa các cầu thủ và nhân viên của Liverpool. Điều này cũng dẫn đến việc chuyển sân nhà Liverpool cho trận lượt đi và sân nhà của Arsenal cho trận lượt về vào ngày 20 tháng 1 năm 2022.
| Chelsea (1)                      | 2–0      | Tottenham Hotspur (1) |
| -------------------------------- | -------- | --------------------- |
| - Havertz 5' - Davies 34' (l.n.) | Chi tiết |                       |

| Tottenham Hotspur (1) | 0–1      | Chelsea (1)   |
| --------------------- | -------- | ------------- |
|                       | Chi tiết | - Rüdiger 18' |

Chelsea thắng với tổng tỉ số 3–0.
| Liverpool (1) | 0–0      | Arsenal (1) |
| ------------- | -------- | ----------- |
|               | Chi tiết |             |

| Arsenal (1) | 0–2      | Liverpool (1)   |
| ----------- | -------- | --------------- |
|             | Chi tiết | - Jota 19', 77' |

Liverpool thắng với tổng tỉ số 2–0.

## Chung kết
| Chelsea | 0–0 (s.h.p.) | Liverpool |
| --- | ------------ | --- |
| | Chi tiết     | |
| Loạt sút luân lưu                                                                                                  |              | |
| - Alonso - Lukaku - Havertz - James - Jorginho - Rüdiger - Kanté - Werner - Thiago Silva - Chalobah - Arrizabalaga | 10–11        | - Milner - Fabinho - Van Dijk - Alexander-Arnold - Salah - Jota - Origi - Robertson - Elliott - Konaté - Kelleher |

## Danh sách cầu thủ ghi nhiều bàn thắng nhất
| Xếp hạng | Cầu thủ                   | Câu lạc bộ        | Bàn thắng |
| -------- | ------------------------- | ----------------- | --------- |
| 1        | Marcus Forss              | Brentford         | 5         |
| 1        | Eddie Nketiah             | Arsenal           | 5         |
| 3        | Cameron Archer            | Aston Villa       | 4         |
| 3        | Takumi Minamino           | Liverpool         | 4         |
| 3        | Aiden O'Brien             | Sunderland        | 4         |
| 3        | Emil Riis Jakobsen        | Preston North End | 4         |
| 3        | Jay Rodriguez             | Burnley           | 4         |
| 8        | Pierre-Emerick Aubameyang | Arsenal           | 3         |
| 8        | Mohamed Elyounoussi       | Southampton       | 3         |
| 8        | Diogo Jota                | Liverpool         | 3         |
| 8        | Morgan Whittaker          | Swansea City      | 3         |
| 8        | Yoane Wissa               | Brentford         | 3         |